# Klaus Mann
Klaus Mann (18. listopadu 1906 Mnichov – 21. května 1949 Cannes) byl německý spisovatel, dramatik a novinář, syn spisovatele a laureáta Nobelovy ceny za literaturu (1929) Thomase Manna.

## Život
Po nástupu nacismu v Německu (1933) emigroval do Amsterdamu. V Amsterdamu vydával časopis Die Sammlung. Od roku 1935 se zdržoval na mnoha místech (Curych, Paříž, Praha atd.). V témže roce získal československé státní občanství, ale v roce 1936 se rozhodl emigrovat do USA.
Roku 1938 se účastnil bojů ve španělské občanské válce. Po roce 1941 se jako voják americké armády účastnil bojů v Evropě.
Poválečný vývoj byl pro něho velkým zklamáním, které dával všude najevo a velmi těžce ho nesl. Spolu s jeho homosexualitou, s níž se jen těžko vyrovnával, bývá právě poválečná deziluze často uváděna jako důvod sebevraždy Klause Manna. K jeho depresím přispíval fakt, že až do smrti byl finančně závislý na otci. Je pochován na hřbitově 'Le Grand Jas' ve francouzském Cannes.

## Dílo
Klaus Mann také těžce nesl opakované neúspěchy svých knih. Nedlouho před smrtí se dozvěděl, že se mu nepodaří vydat jeho nejvýznamnější knihu, román Mefisto. Za zablokováním publikace stál muž, podle kterého byla napsána, Gustaf Gründgens, v letech 1926-29 manžel autorovy sestry Eriky – viz Causa Mefisto v časopise Reflex 04/2007. Kniha pojednává o významném německém herci, který se zaprodal nacismu. Jde o tzv. klíčový román, v němž řada osob, včetně hlavního hrdiny má předlohy v žijících osobách, včetně Marlene Dietrichové, samotného autora nebo jeho otce Thomase Manna. Tou hlavní postavou románu byl Hendrik Höfgen (ve skutečnosti Gustaf Gründgens), který udělal velkou kariéru za Výmarské republiky, pak v době nacismu a nakonec znovu po osvobození Německa. Jeho parádní rolí byl právě Mefisto.

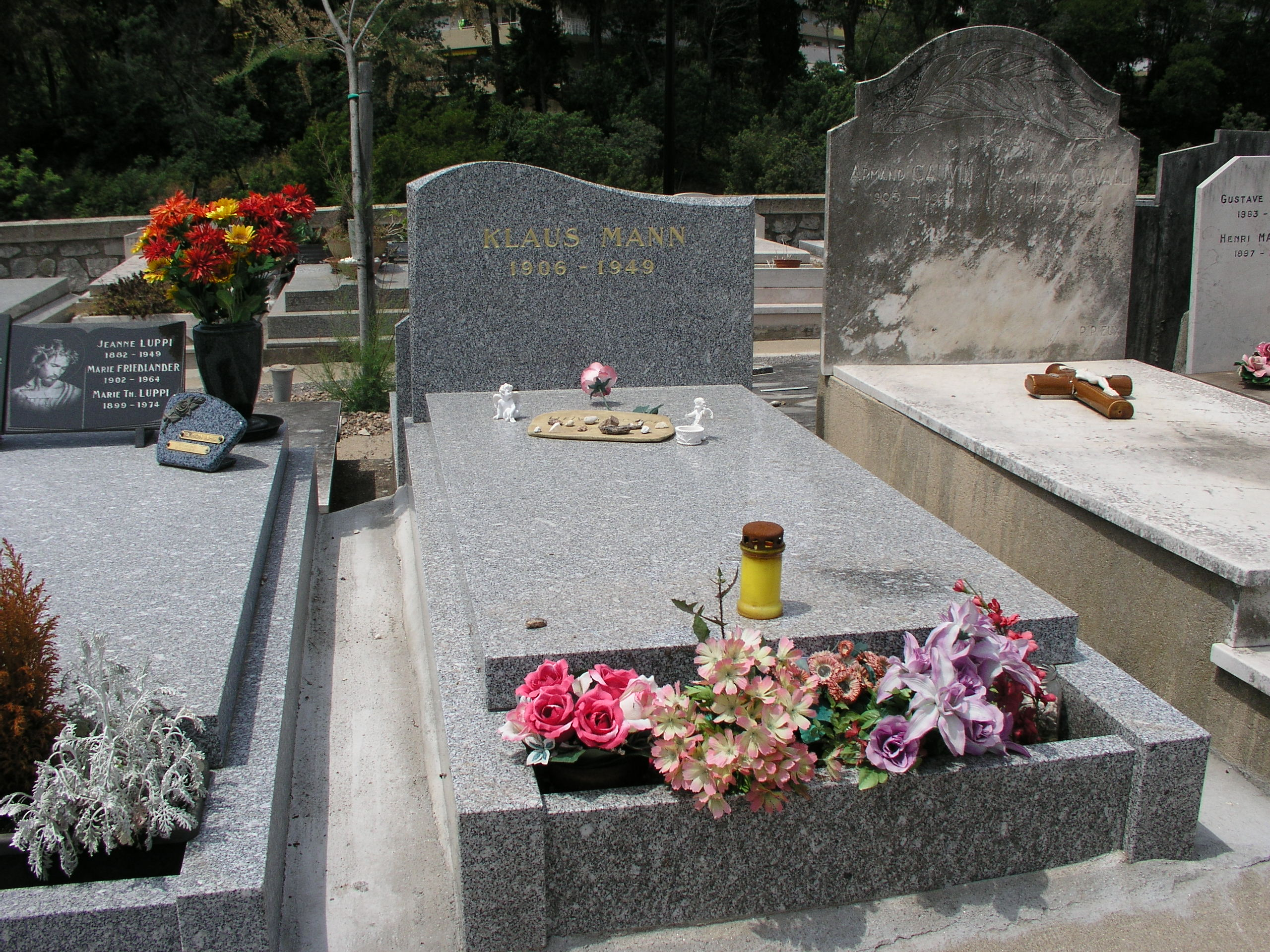
Hrob na hřbitově 'Le Grand Jas' v Cannes

Mannovo dílo vycházelo už v předválečném Československu, například právě román Mefisto, který vyšel v roce 1937, tedy pouhý rok po vydání exilového originálu. Podle této knihy také natočil v roce 1981 stejnojmenný film maďarský režisér István Szabó. Snímek s Rakušanem Klausem Mariou Brandauerem v hlavní roli získal Oscara za nejlepší cizojazyčný film a pomohl vrátit Klause Manna do pozornosti evropského publika.
Výběr z literární tvorby:
- Zbožný tanec (1925; Der fromme Tanz), román, česky 2006,
- Kindernovelle (1926),
- Revue zu Vieren (1926) drama
- Abenteuer (1929; Dobrodružství)
- Alexander: Roman der Utopie (1929)
- Auf der Suche nach einem Weg (1931; Hledání cesty)
- Kind dieser Zeit, (1932)
- Treffpunkt im Unendlichen (1932; Sraz v nekonečnu)
- Útěk na sever (1934; Die Flucht in den Norden), román, česky 1986,
- Patetická symfonie, (1935; Symphonie Pathétique), román ze života Petra Iliče Čajkovského, česky 1936.
- Mefisto: Román jedné kariéry (1936; Mephisto: Roman einer Karriere), česky 1937, 1962, 1984, 1986, 2000 a 2008.
- Vulkán: Román z emigrace (1939; Der Vulkan: Roman unter Emigranten), česky 1967,
- Andre Gide und die Krise des modernen Denkens
- Auf verlorenem Posten,
- Bod obratu: Zpráva o jednom životě (Der Wendepunkt), česky 1997,
  - Zpracováno v Českém rozhlasu v roce 2006 jako dvanáctidílná četba na pokračování. Podle překladu Anny Siebenscheinové připravil Miroslav Stuchl, v dramaturgii Petra Turka a v režii Hany Kofránkové četl Pavel Soukup.[3]
- Briefe und Antworten,
- Der siebente Engel: Die Theaterstücke
- Útrapy evropského ducha (1949; Die Heimsuchung des europäischen Geistes), česky 1991,
- Der Vater lacht: Erzählungen,
- Maskenscherz: Die frühen Erzählungen
- Das innere Vaterland: Literarische Essays aus dem Exil
- Speed: Die Erzählungen aus dem Exil